# 2025年鐵路
此條目列出2025年發生有關鐵路運輸的事件。

## 事件

### 1月
- 1月1日：杭州地铁5号线南湖东站正式开通[1]。
- 1月1日：東海線延伸至三陟[2]。
- 1月2日：重庆市郊铁路璧铜线正式开通运营[3][4]。
- 1月5日：德里地鐵洋紅線（英语：Magenta Line (Delhi Metro)）延伸、德里—密拉特區域快速交通系統（英语：Delhi–Meerut Regional Rapid Transit System）通車。
- 1月5日：金山铁路莘庄站开通[5]。
- 1月5日：利雅德地鐵第三階段1條路線開通。
- 1月6日：渥太华轻轨2号线南延伸、渥太华轻轨4号线开通[6]。
- 1月7日：坦帕爾輕軌（英语：Tampere light rail）1號線延伸。
- 1月10日：寧波軌道交通4號線西延線正式开通[7]。
- 1月11日：郊外線恢復通車。
- 1月14日：梅汕铁路潮安站恢复客运业务[8]。
- 1月18日：巴黎地鐵14號線維勒瑞夫-古斯塔夫·魯西站（法语：Villejuif - Gustave Roussy (métro de Paris)）啟用。
- 1月19日：北京地铁16号线丽泽商务区站开通运营[9]。
- 1月19日：大阪市高速電氣軌道中央線由宇宙廣場站西延一站至夢洲站[10]。
- 1月25日：清远磁浮一期工程（磁浮银盏站至磁浮长隆站）开通运营[11]。
- 1月27日：聖保羅地鐵9號線（英语：Line 9 (CPTM)）延伸。

### 2月
- 2月12日：丽江观光火车开通[12]。
- 2月18日：西安地铁14号线机场（T5）站开通[13]。
- 2月22日：太原地铁1号线开通[14]。
- 2月27日：耶路撒冷輕軌1號線延伸。
- 2月28日：新加坡地鐵濱海市區線謙道地鐵站啟用[15]。

### 3月
- 3月1日：哈薩克斯坦國家鐵路開行來往阿拉木圖至巴爾喀什的新列車。
- 3月2日：盧森堡有軌電車延長至盧森堡機場。
- 3月9日：德黑蘭至凡城的鐵路恢復運行。
- 3月15日：鄭開城際鐵路延长至开封站[16][17][18]。
- 3月15日：JR北海道东泷川站、东根室站、雄信内站、南幌延站、拔海站废止[19]，越後線上所站開業[20]，日豐本線仙巖園站開業[21]。
- 3月20日：兰州至中川机场城际铁路中川机场东站启用[22]，中川机场站停止客运服务[23]。
- 3月23日：法蘭西島路面電車14號線開通。
- 3月24日：波士頓南岸鐵路（英语：South Coast Rail）工程首階段瀑河城／新貝德福德線（英语：Fall River/New Bedford Line）通車。
- 3月31日：屈洛茲—莫達訥鐵路及都靈—莫達訥鐵路（英语：Turin–Modane railway）恢復通車。鐵路於2023年時因山泥傾瀉而關閉。

### 4月
- 4月1日：那不勒斯地铁1号线延长至商务中心站[24]。
- 4月1日：京成電鐵吸收新京成電鐵，新京成線更名為松戶線，南海電鐵吸收泉北高速鐵道，泉北高速鐵道線更名為泉北線。
- 4月17日：烏魯木齊地鐵2號線以烏魯木齊國際機場捷運名義開通。
- 4月21日：馬德里地鐵3號線延伸。
- 4月23日：巴塞隆拿至西維爾首次開行直達高鐵列車。
- 4月26日：漢志鐵路首次開行遊客列車。
- 4月27日：艾哈邁達巴德地鐵2號線延伸。
- 4月28日：列日有軌電車（英语：Trams in Liège）通車。

### 5月
- 5月2日：開行來往那格浦爾至孟買的列車。
- 5月3日：馬什哈德地鐵2號線延長。
- 5月8日：馬什哈德地鐵3號線通車。
- 5月10日：西雅圖輕軌2號線延長。
- 5月10日：孟買地鐵3號線延長。
- 5月16日：寧波軌道交通4號線延伸至國際會議中心站。
- 5月20日：曼谷單軌鐵路粉紅線支線開始試運行。
- 5月25日：南寧至河內的國際旅客列車恢復運行。
- 5月29日：來往西安至阿拉木圖的國際遊客列車開始運行。
- 5月30日：坎普爾地鐵橙線（英语：Orange Line (Kanpur Metro)）延伸。
- 5月31日：印多爾地鐵（英语：Indore Metro）黃線（英语：Yellow Line (Indore Metro)）通車。

### 6月
- 6月2日：北京地铁1号线八角游乐园站封闭改造至2027年[25]。
- 6月3日：蒙古縱貫鐵路的北京至烏蘭巴托國際旅客列車恢復開行[26]。
- 6月6日：克什米爾鐵路開通。
- 6月7日：鳳凰城輕鐵B線延伸。
- 6月17日：莫斯科至伯力、平壤國際旅客列車恢復運行。
- 6月18日：天水有軌電車第二期開通。
- 6月20日：廣州黃埔有軌電車2號線北段通車。
- 6月26日：重庆轨道交通18号线歇台子站开通[27]。
- 6月27日：渝厦高速铁路渝黔段（重庆东站至黔江站）开通运营[28]，重庆轨道交通6号线东延段（刘家坪站至重庆东站）开通。
- 6月27日：莫斯科單軌鐵路停運。
- 6月28日：仁川都市鐵道1號線延伸至黔丹湖水公園站[29]。
- 6月28日：南昌地铁1号线和2号线延长段开通。
- 6月29日：广州地铁10号线（西塱至杨箕东段）与12号线东西两段开通[30]。
- 6月30日：宁波轨道交通8号线开通；绍兴地铁1号线支线延长至会展中心站；沈阳地铁1号线东延线通车；杭州地铁19号线荊長路站開通；通化站迁移至新址。

### 7月
- 7月3日：帕爾馬地鐵1號線延伸。
- 7月8日：天津地铁4号线北段（小街至西站）开通。
- 7月26日：杭州地铁4号线独城生态公园站开通。[31]

### 8月
- 8月3日：廣島電鐵本線和皆實線改道，遷移至新建的廣島站停留場。
- 8月6日：南京地铁5号线一期北段开通[32]。

### 9月
- 9月：深圳地铁8号线三期、深圳地铁16号线二期开通。

### 12月
- 12月：深圳地铁6号线支线二期开通。

## 未知何時
- ：北京地铁6号线延长至潞阳站[33][34]，17号线一期中段开通，13-18北段贯通线（东北旺至天通苑东）以单独一条新线的模式开通[35][36][37]。
- ：天津地铁7号线一期南段开通。
- ：南京地铁3号线三期、10号线二期开通[38]。
- ：深圳地铁13号线北延段开通，深圳地铁5号线延长至大剧院站。
- ：重庆轨道交通4号线西延段开通[39]。
- ：成都地铁10号线三期、成都地铁13号线一期、成都地铁30号线一期开通。
- ：川藏铁路天府站至朝阳湖站开通。
- ：台北捷運淡水信義線延長至廣慈/奉天宮站[40]。
- ：新北捷運三鶯線通車[41]。
- ：馬尼拉捷運7號線部分通車[42]。
- ：加州列車將由聖何塞吉爾羅伊站南延至薩利納斯[43]。
- ：洛杉磯地鐵D線西延線第二階段通車。
- ：曼谷地鐵橙線東段（泰國文化中心 - 素蘊他翁）通車[44][45]。
- ：布里斯班跨河鐵路[46][47]、墨爾本都市隧道[48][49]、珀斯方利-科伯恩連接線[50]通車。
- ：休安大略輕鐵（英语：Hurontario LRT）開通[51]。
- ：瓜達拉哈拉都市電氣鐵路4號綫通車。
- ：珀斯市郊鐵路莫利-艾倫溪線通車[52][53]。
- ：多倫多艾靈頓輕鐵[54]、芬奇西輕軌（英语：Line 6 Finch West）[55]通車。
- ：湖岸東線東延段（寶文圍延線）通車[56]。
- ：博帕爾地鐵通車[57]。